# Niepoczołowice-Folwark
Niepoczołowice-Folwark (kaszb.Niepòczołejce-Folwôrk) – część wsi Niepoczołowice w Polsce, położona w województwie pomorskim, w powiecie wejherowskim, w gminie Linia, nad jeziorem Folwarcznym na obrzeżu Kaszubskiego Parku Krajobrazowego.
W latach 1975–1998 Niepoczołowice-Folwark administracyjnie należały do województwa gdańskiego.
Niepoczołowice-Folwark są połączone drogą powiatową (nr 1431G) z Kamienicą Królewską i Niepoczołowicami, stanowiącą jedyne połączenie szosą asfaltową obszaru gmin Linia i Sierakowice. 